# Georgette Koko
Pour les articles homonymes, voir Koko.
Georgette Koko, née le 16 mars 1953, est une femme politique gabonaise qui a servi comme ministre et vice-Première ministre de janvier 2006 à octobre 2009. Elle est présidente du Conseil économique et social depuis 2016.

## Biographie
Georgette Koko est née le 16 mars 1953 à Makokou, commune située dans la province de Ogooué-Ivindo, au Gabon. Elle effectue des études supérieures au Gabon puis en France, avec un DEA en géographie puis un doctorat de troisième cycle en aménagement de littoraux. Cette géographe spécialisée en environnement commence ensuite à travailler au ministère de l'Environnement gabonais. Elle est responsable des études au Centre national anti-pollution en avril 1989 puis devient directrice de l'Environnement en août 1995. Plus tard, elle est conseillère du directeur général de l'Environnement de 2002 à 2004, puis conseillère du ministre de l'Environnement à partir de 2004,.
Elle est nommée au gouvernement comme vice-Première ministre de l'Environnement, de la Protection de la nature, de la Recherche et de la Technologie, le 21 janvier 2006,. À ce poste, elle se trouve placée au deuxième rang dans la hiérarchie gouvernementale, derrière le Premier ministre Jean Eyeghe Ndong. Son portefeuille est partiellement modifié le 25 janvier 2007, lorsqu'elle est nommée vice-Première ministre de l'Environnement, de la Protection de la nature et du Développement durable. Elle siège au sein du gouvernement jusqu'en 2009.
Lors de la 9e congrès ordinaire du Parti démocratique gabonais (PDG) en septembre 2008, elle devient l'une des vice-présidentes du parti. En janvier 2009, lors de l'élection du Sénat, elle est la candidate du PDG à Makokou et remporte le siège
Le 8 juin 2009, le président de la République Omar Bongo meurt. Le fils d'Omar Bongo, Ali Bongo, remporte le 30 août 2009 l'élection présidentielle. Elle quitte alors le gouvernement, et redevient sénatrice. En avril 2012, elle est désignée présidente du groupe parlementaire PDG au Sénat. À la suite d'une nouvelle élection sénatoriale en décembre 2014, elle devient deuxième vice-présidente de cette assemblée le 27 février 2015. Un an plus tard, le 10 mars 2016, elle est nommée présidente du Conseil économique et social.